# 任约
任约（？—6世纪），中国南北朝时期将领，先后效力西魏、侯景、南朝梁、北齐。

## 生平

### 效力侯景
本为西魏将领。大统十三年（547年）六月，以河南降西魏的原东魏将领侯景又图谋叛离西魏，任约以所部千余人投降之。
侯景叛西魏后投降南朝梁，受封为豫州牧、河南王，又发起侯景之乱，围攻梁都城建康台城。皇子邵陵王萧纶率众大败侯景于爱敬寺下。侯景害怕，命在石头城准备船只将要北上渡河。任约说：“离乡万里，想逃到哪里去？战若不捷，君臣同死。草间乞活，我任约所不为。”于是侯景亲率锐卒与萧纶相持并打败萧纶。
太清三年（549年）二月，侯景与台城守军都缺粮，在谋士王伟建议下假装求和，遣将任约、于子悦到城下，拜表求和，请求复封，实为缓兵之计。梁武帝设坛于西华门外，遣仆射王克、兄孙上甲侯萧韶、吏部郎萧瑳与于子悦、任约、王伟登坛共盟。侯景以于子悦、任约、傅士悊皆为仪同三司。当月，侯景背盟，三月，攻破台城。侯景入太极东堂见梁武帝，以甲士五百人自卫，武帝神色不变，说：“卿在军中日久，无乃为劳！”侯景不敢仰视，汗流满面。武帝又问：“卿是何州人，而敢至此，妻儿还在北吗？”侯景都不能回答。任约在旁代答：“臣景妻儿皆为高氏（指东魏权臣高澄）所屠，唯以一身归陛下。”
任约很礼待萧韶的弟弟尚书殿中郎、超武将军南安侯萧骏。萧骏图谋召武帝侄鄱阳王萧范袭击任约，被任约杀害。
侯景以任约为南道行台，镇姑孰。六月，以任约为领军将军。八月，以宋子仙为司徒、郭元建为尚书左仆射，与任约等四十人并为开府仪同三司，诏：“自今开府仪同不须更加将军。”此后开府仪同多得不可胜计。
任约进逼晋熙，萧范令贞威将军裴之横救援，未到，萧范去世，裴之横就回去了。
侯景派宋子仙、任约等频频征召豫州刺史荀朗，荀朗据山立寨自守，宋子仙不能克。
梁简文帝大宝元年（550年）二月，侯景遣任约、于庆等帅众二万攻打梁朝各地守将。时萧范未发丧，世子萧嗣仍守晋熙，与任约战于三章，任约败走，萧嗣于是徙治所于三章，谓之安乐栅。七月，东魏遣仪同牒云洛等迎萧嗣，使之镇守皖城。萧嗣未及启程，任约、卢晖等军到，牒云洛等引兵退去，萧嗣遂失援，任约势大，众人劝阻萧嗣出战，萧嗣按剑表示是自己效命死节之际，誓死不退，战败，中流矢而死，妻儿被任约所擒。任约于是略地到湓城，皇子江州刺史寻阳王萧大心遣司马韦质出战战败，帐下仍有战士千余人，都劝萧大心走保建州；萧大心不能采纳，又因其母陈淑容不愿远行，终以江州降任约。萧纶闻任约将至，派司马蒋思安率精兵五千袭之，任约众溃；蒋思安不设备，被任约收兵袭击而败走。萧纶大修铠仗，将讨侯景。其弟湘东王萧绎厌恶之，八月，遣左卫将军王僧辩、信州刺史鲍泉等率舟师一万东趋江、郢，声言抵抗任约，说要迎萧纶回江陵，授以湘州，其实是攻打萧纶。萧纶军溃，本人逃到武昌。当时东魏已被北齐取代，萧纶投降北齐。九月，任约进犯西阳、武昌。先前宁州刺史徐文盛募兵数万人讨侯景，萧绎以为秦州刺史，派他率兵东下，正好在武昌遇到任约。萧绎以亡兄庐陵王萧续之子庐陵王萧应为江州刺史，以时任左卫将军徐文盛为长史行府州事，督右卫将军阴子春、太子右卫率萧慧正、巂州刺史席文献等诸将拒之。萧纶长史韦质、司马姜律先前在外，闻萧纶败，骑马去迎接，复收散卒，屯于齐昌郡，将要引西魏军共攻南阳。萧纶引齐兵前来，移营马栅，距西阳八十里，任约闻之，遣仪同叱罗子通等率铁骑二百袭之，萧纶不为备，兵败，策马逃走。因萧绎也联齐，齐军观望，不助萧纶。萧纶败走后，任约得以占据西阳、武昌。萧纶以堂侄衡阳王萧献为齐州刺史，镇守齐昌；十一月，任约分兵攻破齐昌，萧献被擒送建康杀死。徐文盛屯贝矶，任约率水军迎战，占据樊山，徐文盛与高州刺史周炅及萧绎派来增援的平东将军杜幼安、护军将军尹悦、巴州刺史王珣等大破之，斩杀叱罗子通、赵威方（赵迦娄）等，任约退保西阳。徐文盛乘胜追击，连战连胜，进军大举口，任约军几乎被全歼。侯景遣宋子仙等率兵二万助任约，并因为任约守西阳久不能进军而亲自出屯晋熙。
大宝二年（551年）二月，侯景以任约为佐命元勋，以为司空，位列三公。三月，徐文盛等克武昌，进军芦洲。任约见梁军增兵而告急，侯景亲自率众二万西上救援。闰三月，任约分兵在齐安袭破定州刺史田龙祖。徐文盛击破侯景援军。四月，侯景得知江夏空虚，派宋子仙、任约率精骑四百，由淮内袭郢州，宋子仙生擒萧绎子郢州刺史萧方诸、行事鲍泉、司马虞豫，送到侯景处；侯景又趁顺风越过徐文盛等军杀入江夏，徐文盛、阴子春等军因惧怕而崩溃，杜幼安、王珣投降。侯景派丁和率兵五千守夏首，宋子仙率兵一万为前驱直趋巴陵，分遣任约直指萧绎治所江陵，侯景亲率大军水陆继进。五月，萧绎拜胡僧祐为武猛将军，令率千余弱兵援巴陵，告诫：“贼若水战，只要用大舰迎战，必克。若欲步战，自可鼓棹直奔巴丘，不须交锋。”胡僧祐到湘浦，侯景遣任约率锐卒五千据白塉以待。胡僧祐由其他道路西上，任约认为他害怕自己，急追之，到芊口，对胡僧祐喊道：“吴儿，何不早降！逃到哪里去！”胡僧祐不应，秘密引兵至赤沙亭，正好先前向萧绎请求攻打任约获准的信州刺史陆法和也到了，于是合军。先前，陆法和召诸蛮弟子八百人在江津。任约到赤亭。六月，胡僧祐、陆法和及陆法和麾下水军统领徐世谱纵兵击之。巴州刺史淳于量亦参战，王僧辩也派周铁虎参战。陆法和乘轻船，不穿甲胄，沿流而下，距离任约军一里而回，对将士说：“我观对方的龙睡着不动，吾军的龙很踊跃，即攻之。若等到明天，可不损一人而破贼，但有恶处。”于是放出火船，火船因逆风不便前行，陆法和执白羽扇扇风，风势就转了。任约军见梁军都在水上步行，大溃，被杀和溺死者甚众，任约不知去向。陆法和说：“明日午时当得。”到了时间却不见擒获任约。人们问他，他说：“我之前于此洲水干时建一标志，对檀越们说过，此虽为标志，实是贼标，今何不向标下求贼？”人们果然见任约在水中抱着这个标志，仰头才露出鼻子，于是擒之。任约请死。陆法和说：“檀越有相，必不会被兵器所杀，且于王（指萧绎）有缘，决无他虑，王后来当得檀越之力。”任约被解送江陵。
时徐文盛因聚敛贪污心怀怨望获罪下狱，与任约囚禁一处。徐文盛说：“何不早降，令我至此。”任约说：“门外不见卿马迹，使我何处得降。”徐文盛无以答，遂死狱中。
萧绎赦免任约。陆法和去巴陵见王僧辩，说：“贫道已断侯景一臂，其更何能为，檀越宜即遂取。”王僧辩随即率周铁虎等败擒宋子仙、丁和，侯景烧营夜遁回师夏首。
颜之推《观我生赋》提及任约作战之事。
侯景称帝，改国号为汉。太清六年（552年）二月，萧绎驰檄告四方言侯景败状时称“任约泥首于安南”。三月，侯景下诏欲亲自到姑孰，又遣人告诫部将南兖州刺史侯子鉴：“西人善水战，勿与争锋；往年任约之败，正是为此。”但侯景、侯子鉴仍然被王僧辩所败，同年，侯景败亡，萧绎称帝，史称梁元帝。
侯景之乱期间，任约还杀死司徒从事中郎江从简。江从简子江兼叩头流血乞求代父而死，以身蔽刃，也被杀。天下莫不痛之。

### 效力南朝梁
先前萧绎弟武陵王萧纪已称帝。承圣二年（553年）五月，萧绎从狱中释放任约，以为皇子晋安王萧方智司马，派他助陆法和抵抗萧纪，说：“汝罪不容诛，我不杀汝，本为今日！”分出禁兵给他统领，答应把萧续之女嫁给他，使宣猛将军刘棻与他同行。七月，王琳、宋簉、步兵校尉谢答仁、任约进攻萧纪将侯睿，破之，攻拔其三个营垒，萧纪两岸十余城都投降，萧纪兵败被杀。
承圣三年（554年），西魏围攻江陵。十一月，信州刺史徐世谱、任约等筑垒于马头，遥为声援。当月，江陵失守，衡阳太守谢答仁、武昌太守朱买臣谏元帝：“城中兵众犹强，如果乘暗突围而出，贼必惊，因而突围，可以渡江投靠任约。”元帝素来不善骑马，没有采纳，降魏。十二月，徐世谱、任约退戍巴陵。当月，元帝被杀。
承圣四年（555年）正月，王僧辩遣江州刺史侯瑱攻打北齐仪同三司慕容俨戍守的郢州，任约、徐世谱、萧范弟宜丰侯萧循皆引兵会之。同月，齐立梁武帝兄子（萧韶叔父）贞阳侯萧渊明为梁帝。五月，王僧辩亦接纳萧渊明。侯瑱、任约攻城期间，于上流鹦鹉洲造荻葓（用荻做成的置于水中以阻塞航道的障碍物）数里，堵塞船路，众人惧怕，慕容俨安然，于城中神祠向城隍神祈祷，荻葓被风浪吹走。任约又连接铁锁，防御更严。慕容俨又祈祷，夜间起风浪，荻葓又断绝，如此再三，守军大喜，以为神助。慕容俨出城奋击，大破攻城军。侯瑱、任约又并力围城。慕容俨守军虽然缺粮甚至吃人，也不投降。六月，萧渊明令侯瑱等撤军。梁军未能攻克郢州，但齐也因郢州难守而将其割还梁朝。侍中陈霸先不满王僧辩拥立萧渊明，九月袭杀王僧辩，逼萧渊明退位，十月，拥立萧方智为帝，史称梁敬帝。任约以征南将军、南豫州刺史进号征南大将军。

#### 叛投北齐
谯、秦二州刺史徐嗣徽的从弟徐嗣先是王僧辩的外甥，逃奔徐嗣徽，徐嗣徽以州降齐。王僧辩弟王僧智也投奔任约。陈霸先东讨据守义兴反抗他的震州刺史杜龛、义兴太守韦载，徐嗣徽秘密结连任约及王僧辩旧部，举兵响应杜、韦，率精兵五千乘虚袭建康，入据石头城，游骑至阙下。二人都以本州依附北齐；北齐为他们提供兵粮。尚书吏部郎掌诏诰徐陵感念王僧辩旧恩，也投奔任约。留守台城的高州刺史侯安都闭门藏旗帜，示弱，令城中不许登陴窥敌。陈霸先担心距离台城较远的市郊居民为叛军所乘，命领宿卫知留府事徐度率兵镇守冶城寺，筑营垒断叛军来路，叛军全力来攻，不能攻克。晚上，徐嗣徽等收兵回石头城。侯安都连夜做战斗准备，次早大破徐嗣徽等，徐嗣徽等奔还石头城，不敢复逼台城。台城另一守将杜棱也昼夜巡警，抚慰士卒，与侯安都都衣不解带。十一月，齐遣安州刺史翟子崇、楚州刺史刘仕荣、淮州刺史柳达摩率兵五千渡江据姑孰，以响应徐嗣徽、任约。十二月，徐嗣徽、任约到采石迎接齐援军。当时韦载已归顺陈霸先，陈霸先向他问计，他说：“齐军若分兵先据三吴之路，略地东境，则大事去矣。今可急于淮南用侯景故垒筑城，以打通东道转输，再另外命轻兵绝敌军运粮道路，使敌军进无掳获，退无供给，则十多天就能取得齐将首级。”陈霸先从其计，后大败齐军，徐嗣徽与任约引齐兵水步万余人还据石头城，陈霸先遣兵诣江宁，据险要。徐嗣徽等水步军不敢进，被陈霸先遣侯安都率水军袭破于江宁，徐嗣徽、任约等单舸脱走奔江西，军资器械都被缴获。陈霸先陈兵石头城南门，送翟子崇等被俘齐人北归，徐嗣徽、任约也都奔齐。齐趁求和之机索取陈霸先子侄为质，陈霸先派侄子陈昙朗为质。绍泰二年（556年）正月，梁大赦，与任约、徐嗣徽同谋者如徐陵皆不问。

### 效力北齐
北齐天保七年（556年）二月，徐嗣徽、任约袭采石，执戍主明州刺史张怀钧送于齐。三月，齐遣仪同三司萧轨、库狄伏连、尧难宗、东方老、侍中裴英起、东广州刺史独孤辟恶、洛州刺史李希光等与任约、徐嗣徽、席臯合兵十万攻梁，出栅口，向梁山。陈霸先帐内荡主黄丛迎战，破之，齐军退保芜湖。陈霸先遣定州刺史沈泰、吴郡太守裴忌等联合侯安都共据梁山以御之。侯安都部将萧摩诃亦参战。六月，陈霸先率徐度等在玄武湖西北大败齐军，生擒徐嗣徽及其弟徐嗣宗，斩之，追奔到临沂；江乘、摄山、钟山等诸军也相继取胜，俘虏萧轨、东方老、王敬宝、李希光、裴英起、王僧智等将帅四十六人，只有任约和王僧辩弟王僧愔得免。北齐请求割地及以牛马赎回俘虏，陈霸先不肯，杀了萧轨等；北齐也杀了陈昙朗。

## 影响
南朝梁太平二年（557年）九月，敬帝下策文加陈霸先九锡称赞陈霸先之功时，将击败任约也列在其中。徐陵代陈霸先给岭南酋豪写信时，也说“叛臣任约、徐嗣徽等屡引齐虏”。
唐朝董侹《荆南节度使江陵尹裴公重修玉泉关庙记》举“陆法和假神以虞任约”的例子认为神仙有灵。皮光业《吴越国武肃王庙碑铭》亦有“任约之龙果睡”语。